# Джордж Льюїс (футболіст, 2000)
Джордж Льюїс Ігаба-Ішимве Манірагуха (фр. George Lewis Igaba-Ishimwe Maniraguha / англ. George Lewis Igaba-Ishimwe Maniraguha; нар. 16 червня 2000, Кігалі, Руанда) — руандійський та норвезький футболіст, нападник «Звягеля».

## Ранні роки
Народився в Кігалі. У 1-річному віці переїхав до Танзанії. У 4-річному віці переїхав до Норвегії. Футболом розпочав займатися в «Стаккеволлані», потім перейшов до «Тромсдалена», а в 2015 році приєднався до «Тромсе». В обох з вище вказаних клубів виступав за резервні команди, у складі резервної команди «Тромсдалена» за чотири сезони відзначився 32-ма голами в 35-ти матчах.

## Клубна кар'єра
Побував на перегляді в англійських клубах «Солігалл Юнайтед», «Борнмут» та «Іпсвіч Таун». У березні 2020 року відправився на перегляд до клубу англійської Прем'єр-ліги «Арсенал».
У серпні 2020 року приєднався до «Арсеналу», з яким підписав професійний контракт. Повідомляється, що він підписав 2-річний контракт з клубом з Північного Лондона. Цей крок був сприйнятий як сюрприз, оскільки Льюїс грав лише у другому та третьому дивізіоні чемпіонату Норвегії, але не зіграв жодного офіційного матчу за юнацькі або молодіжну збірну країни.
Відзначився першим голом у своєму дебютному поєдинку за молодіжну команду «Арсеналу» в переможному (2:1) домашньому матчі Трофею Футбольної ліги проти «Іпсвіч Таун».
Навесні 2024 року побував на перегляді в «Минаї», але команді з Закарпатської області не підійшов. 20 березня 2024 року вільним агентом перебрався у «Звягель». У футболці клубу з однойменного міста дебютував 22 березня 2024 року в переможному (2:0) домашньому поєдинку 20-го туру Другої ліги України проти кременчуцького «Кременя-2». Джордж вийшов на поле в стартовому складі, на 67-й хвилині відзначився своїм першим голом за нову команду (реалізував пенальті), а на 75-й хвилині його замінив Сергій Кисленко.

## Кар'єра в збірній
Маючи право представляти на міжнародному рівні як Руанду, так і Норвегію, Льюїс заявив, що він норвежець і виріс у Тромсе.

## Статистика виступів

### Клубна
Станом на 8 жовтня 2021.
| Клуб              | Сезон             | Ліга              | Ліга  | Ліга | Нац. кубок | Нац. кубок | Кубок ліги | Кубок ліги | Єврокубки | Єврокубки | Інші  | Інші | Загалом | Загалом |
| Клуб              | Сезон             | Дивізіон          | Матчі | Голи | Матчі      | Голи       | Матчі      | Голи       | Матчі     | Голи      | Матчі | Голи | Матчі   | Голи    |
| ----------------- | ----------------- | ----------------- | ----- | ---- | ---------- | ---------- | ---------- | ---------- | --------- | --------- | ----- | ---- | ------- | ------- |
| «Тромсе 3»        | 2015              | 4-й дивізіон      | 1     | 0    | —          | —          | —          | —          | —         | —         | 0     | 0    | 1       | 0       |
| «Тромсе 3»        | 2016              | 4-й дивізіон      | 3     | 0    | —          | —          | —          | —          | —         | —         | 0     | 0    | 3       | 0       |
| «Тромсе 3»        | Загалом           | Загалом           | 4     | 0    | 0          | 0          | 0          | 0          | 0         | 0         | 0     | 0    | 4       | 0       |
| «Тромсдален 2»    | 2017              | 4-й дивізіон      | 15    | 13   | —          | —          | —          | —          | —         | —         | 0     | 0    | 15      | 13      |
| «Тромсдален 2»    | 2018              | 4-й дивізіон      | 16    | 17   | —          | —          | —          | —          | —         | —         | 0     | 0    | 16      | 17      |
| «Тромсдален 2»    | 2019              | 4-й дивізіон      | 4     | 2    | —          | —          | —          | —          | —         | —         | 0     | 0    | 4       | 2       |
| «Тромсдален 2»    | Загалом           | Загалом           | 35    | 32   | 0          | 0          | 0          | 0          | 0         | 0         | 0     | 0    | 35      | 32      |
| «Тромсдален»      | 2018              | Перший дивізіон   | 3     | 0    | 0          | 0          | —          | —          | —         | —         | 0     | 0    | 3       | 0       |
| «Тромсдален»      | 2019              | Перший дивізіон   | 0     | 0    | 0          | 0          | —          | —          | —         | —         | 0     | 0    | 0       | 0       |
| «Тромсдален»      | Загалом           | Загалом           | 3     | 0    | 0          | 0          | 0          | 0          | 0         | 0         | 0     | 0    | 3       | 0       |
| «Фрам Ларвік»     | 2019              | Другий дивізіон   | 2     | 0    | 0          | 0          | —          | —          | —         | —         | 0     | 0    | 2       | 0       |
| «Фрам Ларвік»     | 2020              | Другий дивізіон   | 0     | 0    | 0          | 0          | —          | —          | —         | —         | 0     | 0    | 0       | 0       |
| «Фрам Ларвік»     | Загалом           | Загалом           | 2     | 0    | 0          | 0          | 0          | 0          | 0         | 0         | 0     | 0    | 2       | 0       |
| Арсенал (U-21)    | 2020–21           | —                 | —     | —    | —          | —          | —          | —          | —         | —         | 1     | 1    | 1       | 1       |
| Усього за кар'єру | Усього за кар'єру | Усього за кар'єру | 44    | 32   | 0          | 0          | 0          | 0          | 0         | 0         | 1     | 1    | 45      | 33      |

1. ↑  Матчі в Трофеї ФЛ